# 미심산긴귀박쥐
미심산긴귀박쥐(Nyctophilus shirleyae)는 애기박쥐과에 속하는 박쥐의 일종이다. 뉴기니섬의 토착종이다.

## 특징
작은 크기의 박쥐로 전완장은 25.3~25.4mm, 꼬리 길이는 48~52mm, 정강이뼈 길이는 22.6~23.5mm이다. 귀 길이는 25,3~25.4mm이고, 몸무게는 최대 13g이다.

## 분포 및 서식지
파푸아뉴기니 북동부 지역 모로베 주의 미심 산 남부-서부 경사면을 따라서만 알려져 있다. 서부 주에서 포획된 개체 한 마리도 미심산긴귀박쥐이다. 경엽수림 해안가 숲과 중간 산지 숲에서 서식한다.